# Teorema di Pohlke
Il teorema di Pohlke o teorema fondamentale dell'assonometria è un teorema di geometria enunciato dal pittore e matematico tedesco Karl Wilhelm Pohlke nel 1860.

## Enunciato

Teorema di Pohlke.

Il teorema di Pohlke asserisce che ogni tripla di vettori complanari, non allineati e di cui al più uno nullo, può essere ottenuta come proiezione di una tripla di vettori ortonormali nello spazio euclideo.
Questo risultato può venire interpretato in geometria descrittiva come: tre segmenti non allineati sul piano, aventi un estremo in comune, rappresentano sempre una proiezione di un sistema di riferimento, con le relative riduzioni assonometriche. In altri termini, i tre segmenti possono essere utilizzati per rappresentare un cubo in modo assonometricamente corretto.

## Storia
L'enunciato del teorema di Pohlke compare per la prima volta nel primo volume del libro di testo "Descriptive Geometry" di Pohlke, edito nel 1860, in cui l'autore spiega di non avere trovato una dimostrazione elementare del teorema e di avere scelto di rimandare al secondo volume (che uscirà nel 1876) la dimostrazione completa.
La "sfida" a trovare una dimostrazione elementare venne subito accolta da vari matematici, che iniziarono ad utilizzare il termine Teorema di Pohlke per riferirsi all'enunciato.
La prima dimostrazione elementare del teorema di Pohlke è del 1864 ed è dovuta al matematico tedesco Hermann Schwarz; questa dimostrazione piacque tanto a Pohlke che decise di inserirla al posto della propria nel secondo volume di "Descriptive Geometry".
Nel corso degli anni sono state pubblicate diverse dimostrazioni alternative, sia sintetiche che analitiche, e generalizzazioni, anche in più dimensioni, del teorema di Pohlke.